# تورکوآن
شهر تورکوئن (به فرانسوی: Tourcoing) در شهرستان نور (فرانسه) در ناحیه شمال کاله با جمعیت ۹۲٬۳۵۷ نفر در کشور فرانسه واقع شده‌است.